# Service d'information pour les transports publics
 (janvier 2021).
 (janvier 2021).
Si vous disposez d'ouvrages ou d'articles de référence ou si vous connaissez des sites web de qualité traitant du thème abordé ici, merci de compléter l'article en donnant les références utiles à sa vérifiabilité et en les liant à la section « Notes et références ».
 (janvier 2021).
La mise en forme du texte ne suit pas les recommandations de Wikipédia : il faut le « wikifier ».
Les points d'amélioration suivants sont les cas les plus fréquents. Le détail des points à revoir est peut-être précisé sur la page de discussion.
- Les titres sont pré-formatés par le logiciel. Ils ne sont ni en capitales, ni en gras.
- Le texte ne doit pas être écrit en capitales (les noms de famille non plus), ni en gras, ni en italique, ni en « petit »…
- Le gras n'est utilisé que pour surligner le titre de l'article dans l'introduction, une seule fois.
- L'italique est rarement utilisé : mots en langue étrangère, titres d'œuvres, noms de bateaux, etc.
- Les citations ne sont pas en italique mais en corps de texte normal. Elles sont entourées par des guillemets français : « et ».
- Les listes à puces sont à éviter, des paragraphes rédigés étant largement préférés. Les tableaux sont à réserver à la présentation de données structurées (résultats, etc.).
- Les appels de note de bas de page (petits chiffres en exposant, introduits par l'outil «  Source ») sont à placer entre la fin de phrase et le point final[comme ça].
- Les liens internes (vers d'autres articles de Wikipédia) sont à choisir avec parcimonie. Créez des liens vers des articles approfondissant le sujet. Les termes génériques sans rapport avec le sujet sont à éviter, ainsi que les répétitions de liens vers un même terme.
- Les liens externes sont à placer uniquement dans une section « Liens externes », à la fin de l'article. Ces liens sont à choisir avec parcimonie suivant les règles définies. Si un lien sert de source à l'article, son insertion dans le texte est à faire par les notes de bas de page.
- La présentation des références doit suivre les conventions bibliographiques. Il est recommandé d'utiliser les modèles {{Ouvrage}}, {{Chapitre}}, {{Article}}, {{Lien web}} et/ou {{Bibliographie}}. Le mode d'édition visuel peut mettre en forme automatiquement les références.
- Insérer une infobox (cadre d'informations à droite) n'est pas obligatoire pour parachever la mise en page.

Pour une aide détaillée, merci de consulter Aide:Wikification.
Si vous pensez que ces points ont été résolus, vous pouvez retirer ce bandeau et améliorer la mise en forme d'un autre article.
La LITRA Service d’information pour les transports publics (abréviation Litra, orthographié LITRA) est une association dont le siège social se trouve à Berne.
La LITRA est la plateforme dédiée à la politique des transports en Suisse qui regroupe les informations factuelles et fiables sur les transports publics en Suisse. La LITRA vise à offrir à ses membres des opportunités de mise en réseau avec les décideurs. Elle informe ses membres, les responsables politiques, mais aussi les médias, les autorités, la communauté scientifique et le grand public sur les questions, les développements et les événements en lien avec la politique des transports. Lors de chaque session, la LITRA commente les questions centrales sur la politique des transports et examine les sujets les plus importants en matière de transport.

## Histoire
La LITRA a été fondée en 1935 sous le nom de Ligue suisse pour l’organisation rationnelle du trafic dans le cadre d’une campagne pour l’approbation de l’initiative de partage du trafic, dans le but d’aider les autorités à « protéger les moyens de transport appartenant à tous et à toutes ». Le comité était composé des Conseillers municipaux civils Hans Käser (Président) et Bernard de Weck (Vice-président) ainsi que du Conseiller national PAB, Hans Tschumi. En 1977, l’association fut renommée Service d’information pour les transports publics LITRA.
L’association se veut pionnière dans la politique des transports . Dès 1960, alors que la planification du Réseau routier national était à peine terminée, elle exigea un « concept global de politique des transports suisse » pour prévenir les problèmes. Dans le contexte du « Polémique sur le dépérissement forestier » dans les années 1980, la LITRA critiqua la croissance constante du trafic et considéra les émissions du trafic routier comme une cause majeure. C’est pourquoi, elle s’engagea fortement pour l’introduction d’une redevance poids lourds et d’une vignette autoroutière.
Dans les années 1990, la LITRA prôna de plus en plus une politique des transports tournée vers l’écologie, arguant d'une croissance constante du transport routier de marchandises. D’une part, elle craignait la perte de vitesse des CFF et donc des pertes financières pour la collectivité. D’autre part, elle était préoccupée par les conséquences des gaz d’échappement sur la santé de la population et sur l’environnement.

## Objectifs
Depuis plus de 80 ans, la LITRA s’engage en faveur des transports publics en Suisse. La LITRA, qui compte plus de 200 membres, vise à instaurer des conditions favorables pour les transports publics, pour un système de transport suisse performant et intégré, et pour une économie des transports innovante.

## Services
L’association diffuse des informations sur les questions et les préoccupations concernant les transports publics, prend position sur les problèmes de transport et participe, notamment, aux projets législatifs concernant les transports.
La LITRA offre également les services suivants à ses membres : actions politiques, conseils sur la politique des transports, faits & chiffres sur les transports publics, condensé des objets figurant à l’ordre du jour des sessions, service d’information, chiffres sur les transports, études, colloques de session, voyages d’information.

## Membres
Plus de 200 membres soutiennent la LITRA et bénéficient du vaste réseau de professionnels des transports publics dans les domaines suivants :
- Entreprises du bâtiment et industriels
- Conseil, ingénierie et services
- Matériel roulant et construction d’autobus, équipementiers
- Entreprises de transport
- Associations, cantons, instituts

## Organes de l'association
La LITRA a un comité largement soutenu, dans lequel siègent 50 politiciens et représentants des membres. Les membres les plus importants se réunissent également au sein du comité directeur et prennent des décisions stratégiques. Le président représente la LITRA à l’extérieur, organise les événements et représente les intérêts des membres sur le plan politique. Le bureau de la LITRA est composé de trois personnes. Une commission financière indépendante contrôle le budget et les comptes annuels de la LITRA.

## Faits & chiffres sur le TP
Quel est le rôle des transports publics en Suisse ? La LITRA publie d’importantes statistiques de transport dans les Transports en chiffres (par LITRA), des rapports scientifiques détaillés sur les transports publics dans la Série jaune, des chiffres d’utilisation actuels dans le Rapport trimestriel et une documentation détaillée de l’activité politique dans le Rapport de gestion.

## Prix LITRA
Pour marquer son 75e anniversaire en 2011, la LITRA a créé un prix pour les travaux scientifiques, le Prix LITRA. Ce prix s’adresse à tous les étudiants des universités et hautes écoles suisses qui consacrent leur thèse de bachelor ou de master aux sujets des « transports publics » et de la « mobilité ».
Avec le Prix LITRA, la LITRA encourage les jeunes talents des transports publics, et vise à susciter l’intérêt pour le secteur et à encourager la réflexion sur les questions d’actualité. Les travaux sur les questions de l’aménagement du territoire, la protection du climat dans les transports, les tarifs, la planification et l’utilisation optimale des infrastructures sont particulièrement bien accueillis. Le Prix LITRA est délibérément interdisciplinaire.
La LITRA récompense chaque année trois thèses d’étudiants avec un prix de 3 000 francs suisses.

## Liens hypertextes
- Site officiel
- Notices d'autorité :   - VIAF
  - GND